# Актор (сын Мирмидона)
А́ктор (др.-греч. Ἄκτωρ) — в греческой мифологии царь Фтии, сын Мирмидона и Писидики. При дворе Актора нашёл убежище Пелей после убийства своего сводного брата Фока. Евритион, приёмный сын Актора, совершил для Пелея обряд очищения, а затем отдал ему в жёны свою дочь Антигону (по другой версии, Антигона была дочерью Актора и тот отдал её в жёны Пелею вместе с третью своего царства).
По другой версии — отец Ира из Локриды, дед Евритиона.